# William Conway (Erzbischof)

Kardinalswappen von William John Conway

William John Kardinal Conway (* 22. Januar 1913 in Belfast, Nordirland; † 17. April 1977 in Armagh, Nordirland) war Erzbischof von Armagh.

## Leben
William Conway studierte in Belfast, Maynooth (County Kildare) und Rom die Fächer Philosophie und Katholische Theologie. Er empfing am 20. Juni 1937 das Sakrament der Priesterweihe und arbeitete nach weiterführenden Studien ab 1940 als Dozent in der Priesterausbildung.
Papst Pius XII. ernannte ihn am 31. Mai 1958 zum Titularbischof von Neve und Weihbischof in Armagh. Die Bischofsweihe spendete ihm am 27. Juli 1958 John Kardinal D’Alton; Mitkonsekratoren waren Neil Farren, Bischof von Derry, und William MacNeely, Bischof von Raphoe.
William Conway nahm in den Jahren 1962 bis 1965 an allen vier Sitzungsperioden des Zweiten Vatikanischen Konzils teil. Am 10. September 1963 erhielt er die Ernennung zum Erzbischof von Armagh. Papst Paul VI. nahm ihn am 22. Februar 1965 als Kardinalpriester mit der Titelkirche San Patrizio in das Kardinalskollegium auf.
Er starb am 17. April 1977 in Armagh und wurde auf dem Gelände der dortigen Kathedrale beigesetzt.